# Mã dược phẩm
Mã dược phẩm, còn được gọi là Mã nhị phân dược phẩm, là một tiêu chuẩn mã vạch, được sử dụng trong ngành dược phẩm như một hệ thống kiểm soát đóng gói. Nó được thiết kế để có thể đọc được mặc dù lỗi in. Nó có thể được in nhiều màu như một tấm séc để đảm bảo rằng phần còn lại của bao bì (mà công ty dược phẩm phải in để bảo vệ bản thân khỏi trách nhiệm pháp lý) được in chính xác.
Để thực hành tốt nhất (bảo mật tốt hơn), mã phải luôn chứa ít nhất ba thanh và phải luôn là sự kết hợp của cả thanh dày và thanh mỏng (tất cả các thanh dày hoặc tất cả các thanh mỏng không thể hiện mã bảo mật).

## Mã hóa
Mã dược phẩm chỉ có thể đại diện cho một số nguyên duy nhất từ 3 đến 131070. Không giống như các sơ đồ mã vạch một chiều thường được sử dụng khác, mã dược phẩm không lưu trữ dữ liệu ở dạng tương ứng với các chữ số có thể đọc được của con người; số được mã hóa dưới dạng nhị phân, thay vì thập phân. Mã dược phẩm được đọc từ phải sang trái, cũng ở trái sang phải (nếu máy quét đa hướng): với {\displaystyle n} khi vị trí thanh bắt đầu từ 0 ở bên phải, mỗi thanh hẹp sẽ thêm {\displaystyle 2^{n}} vào giá trị và mỗi thanh rộng thêm {\displaystyle 2\times 2^{n}}. Mã vạch tối thiểu là 2 thanh và tối đa 16, vì vậy số nhỏ nhất có thể được mã hóa là 3 (2 thanh hẹp) và lớn nhất là 131070 (16 thanh rộng). Nó đại diện cho màu sắc trên nhãn.